# Comuna Mariivka, Sînelnîkove
Mariivka (în ucraineană Мар`ївка) este o comună în raionul Sînelnîkove, regiunea Dnipropetrovsk, Ucraina, formată din satele Mariinka, Mariivka (reședința) și Rakove.

## Demografie
Componența lingvistică a satului Mariivka
     Ucraineană (89,6%)
     Rusă (9,96%)
     Alte limbi (0,17%)
Conform recensământului din 2001, majoritatea populației satului Mariivka era vorbitoare de ucraineană (89,6%), existând în minoritate și vorbitori de rusă (9,96%).